# 福島県道268号草野大倉鹿島線
福島県道268号草野大倉鹿島線（ふくしまけんどう268ごう くさのおおくらかしません）は、福島県相馬郡飯舘村から南相馬市鹿島区に至る一般県道である。真野川に沿う。

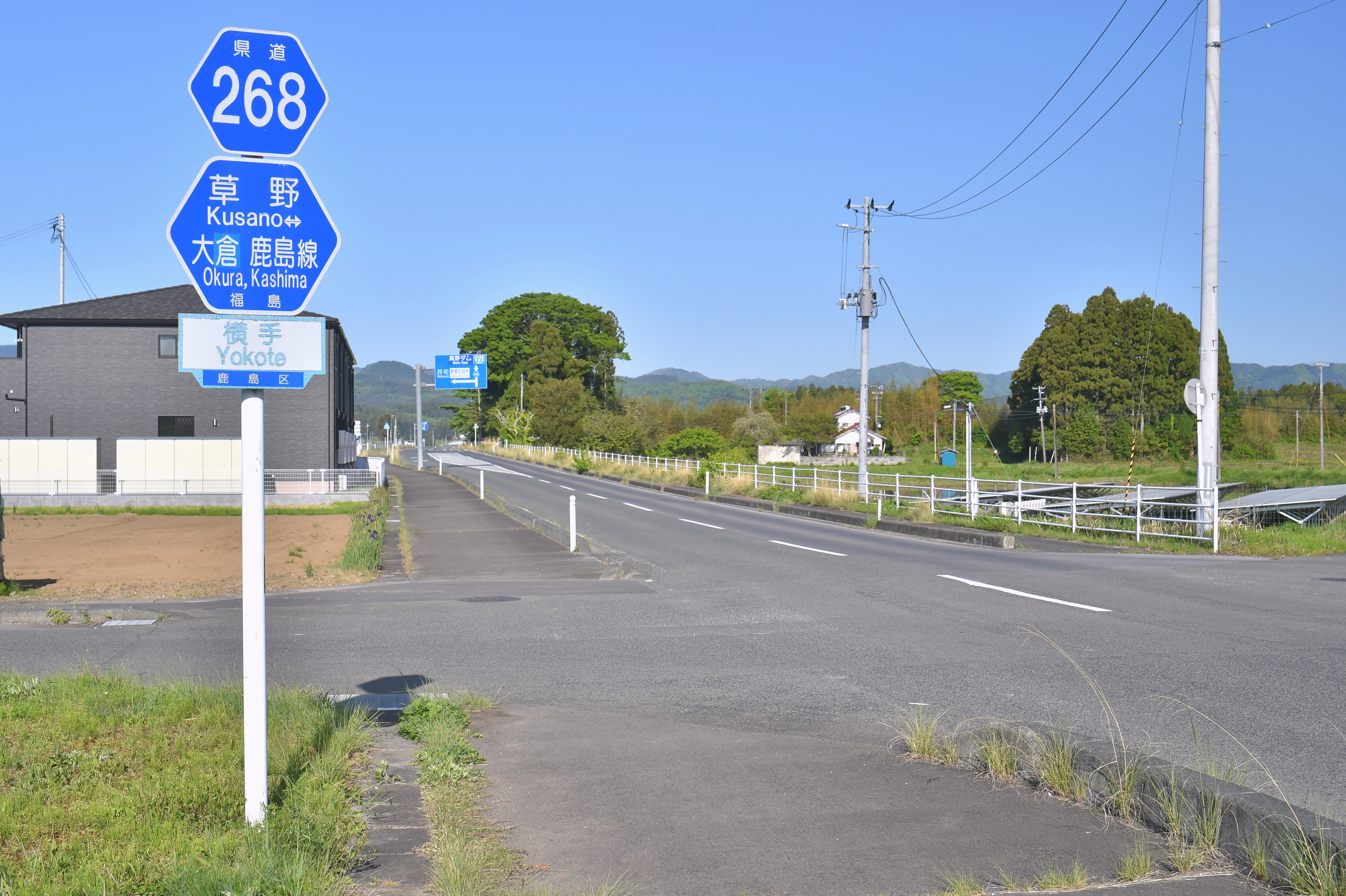
福島県道268号草野大倉鹿島線
南相馬市鹿島区横手（2024年5月）

## 路線概要
- 起点：相馬郡飯舘村草野字車
- 終点：南相馬市鹿島区大字横手字川原
- 総延長：27.248km[1]
  - 実延長：24.535km
- 路線認定年月日：1959年8月31日[2]

### 重用路線
- 福島県道34号相馬浪江線（南相馬市鹿島区御山字御山下～同市鹿島区浮田字野中）

### バイパス・新道
真野ダム付替区間
真野ダム建設に伴う水没区間の付替として全長5,480mの付替道路が1982年度よりダム工事との合併事業として工事着手された。
道路施設
- 渡戸橋（はやま湖）
  - 全長：84.8m
    - 主径間：27.5m

  - 幅員：7.0m
  - 形式：3径間単純PCポステンT桁橋
  - 竣工：1984年

ダム湛水域の最上流部に位置する。総事業費は2億3780万円。
- 葉山橋（はやま湖）
  - 全長：74.0m
    - 主径間：24.093m

  - 幅員：7.0m
  - 形式：3径間単純合成鋼鈑桁橋
  - 竣工：1983年[4]。

- 松ケ平橋（はやま湖）
  - 全長：200.0m
    - 主径間：80.0m

  - 幅員：7.0m
  - 形式：3径間連続PC箱桁橋
  - 竣工：1983年[5]

「ふくしまの橋カード 第2段 No.20」に選出され、いいたて村の道の駅までい館にて配布される。
- 観音沢橋（観音沢）
  - 全長：71.0m
    - 主径間：34.6m

  - 幅員：7.0m
  - 形式：3径間単純合成鋼鈑桁；H型鋼桁橋
  - 竣工：1983年

中央の第2径間が鋼鈑桁橋、両側の第1、3径間がH型鋼桁橋で構成されている。ダム堤体直下にて沢を渡り、飯舘村と南相馬市鹿島区の境界となっている。

## 通過する自治体
- 福島県
  - 相馬郡飯舘村 - 南相馬市

## 接続・交差する道路
- 飯舘村内
  - 福島県道12号原町川俣線・福島県道31号浪江国見線（草野字車 起点）
- 南相馬市内
  - 福島県道34号相馬浪江線 相馬方面（鹿島区御山字御山下）
  - 福島県道164号鹿島日下石線（鹿島区浮田字車川）
  - 福島県道34号相馬浪江線 浪江方面（鹿島区浮田字野中）
  - 福島県道120号浪江鹿島線（鹿島区横手字川原 終点）

## 沿線
- はやま湖（真野ダム）
- 真野川
- 栃窪簡易郵便局
- 羽山
- 南相馬市立上真野小学校